# Артикуляция интересов
Артикуляция интересов — политологический термин, введённый в научный оборот Габриэлем Алмондом и обозначающий функцию политической системы по выявлению политическими партиями требований субъектов общества (индивидов и социальных групп), предъявляемых к действующей политической системе. Основными формами артикуляции интересов являются голосования на выборах, протестная деятельность граждан, коллективная деятельность неформальных образований и общественных движений.